# 王培安
王培安（1958年3月—），男，贵州遵义人，中华人民共和国政治人物。

## 生平

### 地方生涯
1975年7月，到贵州省遵义县乐山公社知青。1978年3月至1979年10月，攻读遵义师范学院中文系中文专业。毕业后，担任贵州省遵义教育学院教员。1982年12月至1983年9月，任共青团贵州省遵义地委副书记。1983年9月至1989年6月，任共青团贵州省遵义地委书记。1989年6月至1993年11月，任中共贵州省遵义县委副书记。1993年11月至1997年6月，任中共贵州省习水县委书记；1997年6月至1997年12月，任贵州省遵义地区行署副专员；1997年12月至2000年7月，任贵州省遵义市副市长；2000年7月至2006年10月，任贵州省计生委主任。2006年10月至2007年2月，任中共贵州省黔南布依族苗族自治州党委书记。

### 进入中央
2007年2月至2013年3月，进入中央，担任中华人民共和国国家人口计生委副主任。2013年4月，卫生部和计生委合并，他担任新成立的中华人民共和国国家卫生和计划生育委员会副主任，负责计划生育基层指导、家庭发展、流动人口服务管理方面工作。2018年1月，当选第十三届全国政协委员。

## 争议
2017年，王培安，就全面两孩政策等问题回答中外记者时提到，“中国的人口问题不缺数量，不光是现在不缺，未来几十年，未来一百年都不会缺人口数量。到2030年峰值时期，中国人口将有14.5亿左右，到2050年还有14亿左右的人口，到本世纪末还有11亿以上的人口。更应关注人口素质，同时也要特别关注人口结构问题。”这观点受到梁建章的批判。